# Józef Gajda
Józef Gajda (ur. 13 marca 1915 w Janowicach k. Bielska-Białej, zm. 2 lutego 2004 w Krakowie) – polski ekonomista, rektor Wyższej Szkoły Ekonomicznej w Krakowie.

## Życiorys
W latach 1933–1937 studiował na wydziale filozofii Uniwersytetu Jagiellońskiego w 1937 obronił pracę dyplomową i uzyskał tytuł magistra filozofii z zakresu matematyki. Po ukończeniu studiów jako absolwent Uniwersytetu Jagiellońskiego, podjął pierwszą pracę w Biurze Funduszu Pracy, a w 1938 r. przeniósł się do Związku Spółdzielni Rolniczych i Zarobkowo-Gospodarczych R.P. Oddziału w Krakowie.
23 marca 1939 roku w II Rzeczypospolitej Polskiej zarządzona została tajna mobilizacja kartkowa, zaczęto przyjmować poborowych po ogłoszeniu zarządzenia do struktur Krakowskiej Brygady Kawalerii tj.: 3 puł, 8 puł, 5 psk, 5. dak. w Krakowie, jako żołnierz brał czynny udział w walkach z Niemcami, dostał się do obozu jenieckiego, z którego na skutek choroby zwolniony został w sierpniu 1940 roku.
W latach 1945–1947 kontynuował naukę w Studium Spółdzielczym – Uniwersytetu Jagiellońskiego, następnie zaś w roku akademickim 1948/1949 w Studium Doktoranckim Szkoły Głównej Handlowej w Warszawie, zdając wymagane egzaminy. Od 1949 r. pracował w Głównym Instytucie Pracy, przemianowanym w 1952 r. na Instytut Ekonomiki i Organizacji Przemysłu Zakład w Krakowie. Doktoryzował się w Wyższej Szkole Ekonomicznej w Krakowie w 1960 r., a trzy lata później uzyskał docenturę. W 1968 roku uzyskał tytuł profesora, a w 1974 tytuł profesora zwyczajnego nauk ekonomicznych. W latach 1968–1972 rektor WSE. Jako stypendysta Fundacji Forda odbył w 1960 roku staż naukowy w trzech uczelniach ekonomicznych w USA. W latach 1974 i 1977 odbył staże naukowe na uczelniach Republiki Federalnej Niemiec, Francji i Kanady.

Był członkiem Polskiego Towarzystwa Ekonomicznego od 1946 r. W latach 1962–1975 pełnił funkcję prezesa Zarządu Oddziału PTE w Krakowie. W okresie 1967–1971 był członkiem Prezydium Zarządu Głównego PTE, a następnie w okresie 1971–1976 członkiem Zarządu Głównego PTE. Ponadto w latach 1976–1985 był członkiem Rady Naczelnej i Rady Głównej PTE.

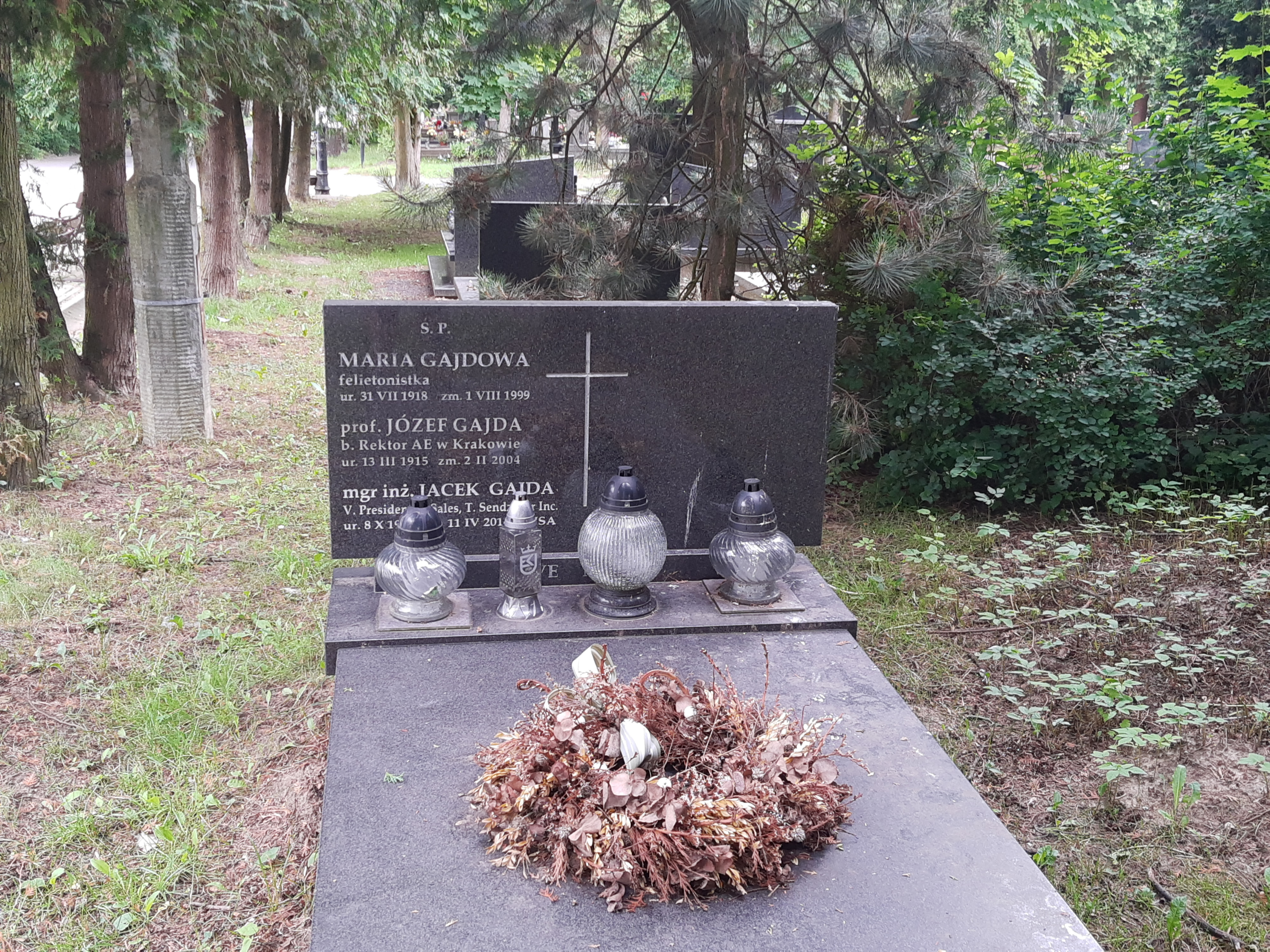
Grób prof. Józefa Gajdy na cmentarzu Prądnik Czerwony

W październiku 1985 r. przeszedł na emeryturę.
Zmarł w Krakowie, pochowany na cmentarzu Batowickim (kwatera B8a-zach-1).

## Medale i odznaczenia
- Złota Odznaka „Za Pracę Społeczną dla miasta Krakowa” (1969)[2]
- Złota Odznaka Honorowa Polskiego Towarzystwa Ekonomicznego z Wieńcem (2003)[3]
- Złota Odznaka Honorowa Polskiego Towarzystwa Ekonomicznego